# 나드송 호드리게스 지 소자
나드송 호드리게스 지 소자(포르투갈어: Nádson Rodrigues de Souza, 1982년 1월 30일 ~ )는 나드송으로 잘 알려진 브라질 세리냐 출신의 축구 선수이다. 1999년에 울산 현대 호랑이에서 입단하였고. 2003년부터 2008년까지 수원 삼성 블루윙즈에서 활약하였으며, K-리그에서 활동할 당시에는 나드손이라는 이름으로 활약하였다. 2016년 EC 자키펜시를 끝으로 축구 선수 현역에서 은퇴하였다.

## 클럽 경력
1999년 울산 현대 호랑이에서 프로 생활을 시작하였고, 2003년의 수원 삼성 블루윙즈로 이적하였다. 그는 2004년 6월 13일 광주 상무 불사조와의 홈 경기에서 해트트릭을 터뜨리는 등 데뷔 첫 해 및 두 번째 해에 가공할만한 골 결정력을 선보이며 뛰어난 활약을 펼치며 2004년 K-리그 우승의 주역이 되었고, 푸마-스투 베스트 11 및 K-리그 베스트 11에 선정되었으며, '프로축구 골든볼'과 스포츠토토 한국축구대상 MVP를 수상하였고, 26경기에서 12골을 넣으며 외국인 선수로는 최초로 K-리그 MVP에 올랐다. 그 뒤 2005년 A3 챔피언스컵에서 3경기에서 6골을 넣으며 개인 최다골 기록 경신을 경신하는 등 인상적인 활약을 선보이며, 팀의 대회 우승에 크게 기여하며 대회 득점왕과 MVP를 차지하였다.
2005년에도 3월 1일 부산 아이파크와의 대한민국 슈퍼컵에서 결승골을 넣어 팀의 1-0 승리에 크게 기여하였고 6경기 연속 득점을 성공시켰으며 5월 5일 대구 FC와의 원정 경기에서 해트트릭을 터뜨리는 등 빼어난 활약을 선보였지만,
 그 해 6월 발목 부상을 당하여 이후 경기에 출전하지 못하였고 7월 부상 치료를 위해 브라질로 출국하였다. 3경기 출전에 그치며 시즌을 마친 뒤, 2006년 웨스트 햄 유나이티드 FC로 이적한 카를로스 테베스의 대체 선수가 필요했던 브라질 세리 A의 SC 코린치안스 파울리스타에 임대되었다. SC 코린치안스 파울리스타에서 그는 데뷔전에서 골을 넣는 등 6경기에 출전하였으며, 시즌이 끝난 뒤 수원 삼성 블루윙즈로 복귀하였다. 2007년에 그는 수원 삼성 블루윙즈의 K-리그 역대 최단 기간 200승에 공헌하는 등 뛰어난 활약을 펼쳤지만, 그 해 8월 발목 부상을 당한 뒤 재발하여 이후 경기에 출전하지 못하였다. 부상으로 7경기 출전에 그치며 다시 부상으로 시즌을 마쳤으며, 2008년 2월 새 시즌을 준비하는 동계훈련 중 다시 부상이 재발되어 3월 팀을 떠나 브라질로 돌아갔다.
2008년 7월 일본 J2리그의 베갈타 센다이에 입단하였고, 시즌이 끝난 뒤 2009년 브라질 세리 A의 EC 비토리아로 이적하여 브라질 무대로 복귀하였다. 하지만 그는 부상으로 인하여 부진한 활약을 보여 주전 경쟁에 실패하여 단 한경기에도 출전하지 못하였고, 예전 그의 활약상에 환호하였던 홈 팬들 또한 점점 사라져 갔다. 악몽같은 시간을 보낸 뒤 그 해 7월 EC 바이아로 이적하였고, 팀이 강등권에서 경쟁을 펼치고 있는 상황에서도 서서히 기량을 회복하였다. 2010년 EC 바이아와 재계약에 실패하자, 스포르트 헤시피로 이적하였다.

## 국가대표팀 경력
2003년 7월 12일 멕시코 시에서 열린 멕시코와의 2003년 CONCACAF 골드컵에서 브라질 국가대표팀에 데뷔하였고, 이후 2003년 7월 23일 마이애미에서 열린 미국과의 2003년 CONCACAF 골드컵 4강전에 출전하여 팀의 준우승에 공헌하였다.

## 플레이 스타일
171cm의 작은 체구지만, 감각적인 위치선정과 골 결정력을 지녀 '원샷 원킬'이라는 별명을 얻었다. 놀라운 스피드와 순간적으로 수비를 따돌리고 빈 공간을 향해 돌진하는 움직임 또한 나드손의 장점 중 하나이다.

## 그 외
나드손은 데뷔 이후 K-리그와 K-리그 컵대회 합산 28경기만에 20골에 도달하여 최소 경기 20골 기록을 보유하고 있으며, 2005년 수원 삼성 블루윙즈 공식홈페이지에서 팬들을 대상으로 한 '10주년 베스트 11'에 공격수로 선정되기도 하였다.
2004년 12월, 브라질 사우바도르에서 열린 '따뜻한 크리스마스를 위한 친선경기'에 노나또 등과 함께 '나드손과 친구들'을 구성하여 참가하였다.

## 경력 통계

### 클럽 기록
마지막 업데이트: 2010년 1월 1일
| 시즌 | 팀                       | 리그     | 등급 | 경기 | 골 |
| ---- | ------------------------ | -------- | ---- | ---- | -- |
| 2001 | EC 비토리아              | 브라질   | 1    | 1    | 0  |
| 2002 | EC 비토리아              | 브라질   | 1    | 6    | 1  |
| 2003 | EC 비토리아              | 브라질   | 1    | 15   | 10 |
| 2003 | 수원 삼성 블루윙즈       | 대한민국 | 1    | 18   | 14 |
| 2004 | 수원 삼성 블루윙즈       | 대한민국 | 1    | 38   | 14 |
| 2005 | 수원 삼성 블루윙즈       | 대한민국 | 1    | 15   | 7  |
| 2006 | 수원 삼성 블루윙즈       | 대한민국 | 1    | 0    | 0  |
| 2006 | SC 코린치안스 파울리스타 | 브라질   | 1    | 6    | 1  |
| 2007 | 수원 삼성 블루윙즈       | 대한민국 | 1    | 8    | 4  |
| 2008 | 수원 삼성 블루윙즈       | 대한민국 | 1    | 1    | 0  |
| 2008 | 베갈타 센다이            | 일본     | 2    | 12   | 3  |
| 2009 | EC 비토리아              | 브라질   | 1    | 0    | 0  |
| 2009 | EC 바이아                | 브라질   | 2    | 20   | 9  |
| 2010 | 스포르트 헤시피          | 브라질   | 2    |      |    |

## 수상 내역

### 클럽

#### 수원 삼성 블루윙즈
- K-리그 우승 1회 : 2004년
- K-리그 컵대회 우승 2회 : 2005년, 2008년
- 대한민국 슈퍼컵 우승 1회 : 2005년
- A3 챔피언스컵 우승 1회 : 2005년

### 개인
- K-리그 MVP 1회 : 2004년
- K-리그 베스트 11 1회 : 2004년
- A3 챔피언스컵 득점왕 1회 : 2005년
- A3 챔피언스컵 MVP 1회 : 2005년
- 푸마-스투 베스트 11 1회 : 2004년
- 스포츠토토 한국축구대상 MVP 1회 : 2004년
- '프로축구 골든볼' 1회 : 2004년

### 국가대표팀
- 2003년 CONCACAF 골드컵 준우승